# Jack McPhillips
Leslie John „Jack“ McPhillips (* 1910 in Rockhampton, Queensland; † 1. September 2004 in Sydney, New South Wales) war langjähriger Parteivorsitzender der Communist Party of Australia (CPA) und vor allem von den 1940er bis 1960er Jahren eine bekannte Persönlichkeit in der australischen Gewerkschaftsbewegung. 

## Frühes Leben
Jack McPhillips war das älteste Kind in seiner Familie und ging in eine katholische Schule, die er mit einem qualifizierten Abschluss beendete. Sein Vater war Eisenbahningenieur und er trat bereits in seinen frühen Jahren ins Arbeitsleben ein und arbeitete später als Büroangestellter am Sydney Municipal Council und als Gutachter für Wolle. McPhillips schloss eine Ausbildung am East Sydney Technical College ab. Er arbeitete in einer Farmer-Genossenschaft und anschließend bei Colgate-Palmolive-Peet, wo er auch Positionen in den jeweiligen Gewerkschaften bekleidete. Er war seit 1950 bis zu seinem Tod verheiratet und hatte zwei Töchter.

## Politisches Leben
1928 trat McPhillips in die Australian Labor Party ein, die er in der Zeit der Großen Depression 1929 verließ und anschließend in die CPA eintrat. Wie weitere Hunderttausende andere Arbeiter Australiens war McPhillips in den Jahren zwischen den Jahren 1931 bis 1939 gezwungen verschiedene zeitlich begrenzte Jobs anzunehmen. Er war aktiv in der damaligen Unemployed Workers Movement und führte die CPA-geführte Militant Minority Movement an, die das Ziel einer militanten, klassenkämpferischen Einheitsgewerkschaft verfolgte. 1940 wurde er Gewerkschaftssekretär der Federated Ironworkers Union und ging für 18 Monate nach Darwin und 1950 wurde er deren nationaler Generalsekretär. 1949 wurde er zweimal während des australischen Kohleminen-Streik von 1949 wegen seiner aktiven Unterstützung verhaftet und vom Industral Court verurteilt und kurzzeitig inhaftiert. 1952 verlor er seine Position in der Ironworkers Union in der Zeit des Kalten Kriegs und des aufkommenden Antikommunismus auf Betreiben einer antikommunistischen Gruppe in dieser Gewerkschaft. Von 1952 bis 1968 arbeitete in der CPA, die er bei der gewerkschaftlichen Arbeit unterstützte.
Als innerhalb der CPA Kritik an der militärischen Intervention in der Tschechoslowakei von 1968 und Eurokommunismus als alternatives Parteimodell aufkamen, war McPhillips maßgeblich an der Abspaltung zur Socialist Party of Australia im Jahr 1971 beteiligt, deren Parteivorsitzender er 1984 wurde. Er setzte sich in der SPA für eine Kooperation mit der Socialist Workers Party (SWP) ein, als sich die ALP und die in dem Australian Council of Trade Unions vereinten Gewerkschaften sich 1983 für eine Veränderung der Lohn- und Gehaltstrukturen einsetzten. Die SWP nannte sich 1990 in Democratic Socialist Party um.
Im Jahr 1988 unterstützte McPhillips die SPA und SWP für eine gemeinsame Teilnahme an Wahlen als Socialist Alliance. Die Vereinigung scheiterte nach einer scharfen Auseinandersetzung wegen des chinesischen Massakers auf dem Tian’anmen-Platz im Juni 1989, weil die SWP dieses verurteilte und die SPA befürwortete.
Die CPA löste sich 1991 auf und McPhillips setzte sich 1996 dafür ein, dass die SPA den Namen Communist Party of Australia übernahm. 
Nach dem Untergang der Sowjetunion, war McPhillips bereit sich den neuen Anforderungen einer sozialistischen Bewegung zu stellen, was ihn von zahlreichen Kommunisten seiner Generation unterschied.
Er starb im Alter von 94 Jahren in Sydney.